# Classical Gas (Mason Williams)
Classical Gas è un brano musicale strumentale composto e interpretato originariamente dal musicista statunitense Mason Williams, pubblicato nel 1968. Il brano è stato pubblicato nell'album The Mason Williams Phonograph Record.

## Tracce
- 7"

1. Classical Gas
2. Long Time Blues

## Premi
Nell'ambito dei Grammy Awards 1969, il brano ha conquistato tre premi, nelle categorie "Best Instrumental Composition", "Best Contemporary-Pop Performance, Instrumental" e "Best Instrumental Arrangement".

## Cover
Tra gli artisti che hanno inciso una cover del brano vi sono Zlatko Manojlović, The Ventures,The Shadows, Steve Howe e Vanessa-Mae.

## In altri media
- Lisa Simpson, nell'episodio 76 (stagione 4; episodio 17: Occhio per occhio, dente per dente) de I Simpson, suona un breve estratto del brano, utilizzato nella serie animata come musica incidentale, su richiesta di Lenny vicino alla centrale nucleare.Il Brano compare anche nella colonna sonora della serie Netflix The queen’s gambit (La regina degli scacchi Stagione 1 episodio 5   “Forchetta”)  al minuto 30:07.